# 尤英鎮區 (內布拉斯加州霍爾特縣)
尤英鎮區（英語：Ewing Township）是位於美國內布拉斯加州霍爾特縣的一個行政鎮區。

## 地方資料
尤英鎮區的面積為140.79平方千米，當中陸地面積為140.49平方千米，而水域面積為0.30平方千米。根據2020年美國人口普查的數據，當地共有人口420人，而人口密度為每平方千米2.98人。